# Selestino Ravutaumada
Selestino Ravutaumada (17 de janeiro de 2000) é um jogador de rugby fijiano, que joga na posição de back.

## Carreira
Selestino Ravutaumada foi selecionado pelo time Junior Kiwis rugby union em 2019 para jogar contra o Junior Kangaroos. Em outubro do mesmo ano, foi selecionado com Fiji para disputar a Copa do Mundo de Rugby IX de 2019. Em 2020, ele jogou pelo clube neozelandês New Zealand Warriors na NRL, fazendo uma única aparição contra o Roosters. Uma lesão no ombro encerra sua temporada. No final do ano, radicado na Austrália, não foi admitido na Nova Zelândia devido às regras de quarentena relacionadas à pandemia de COVID-19 e rescindiu seu contrato com o Warriors. Durante sua juventude, ele representou a Marist Brothers High School entre 2015 e 2016, depois a Rotorua Boys' High School na Nova Zelândia entre 2016 e 2018 e os Chiefs no nível sub-18.
Foi recrutado em 2021 pelo Hamilton Old Boys e participou da pré-temporada com o Waikato. Em 2022, ele se tornou jogador profissional de rugby union, ingressando no time Fijian Drua para a temporada de Super Rugby de 2022 e jogando sua primeira partida contra o Waratahs.
Selestino Ravutaumada consegue sua primeira internacionalização pelos Flying Fijians em 2023 contra Tonga em uma partida amistosa. Ele marcou seu primeiro try uma semana depois, contra Samoa. No ano seguinte, foi convocado para compor a seleção nacional nos Jogos Olímpicos de Verão de 2024.